# Anna Enslin
Anna Enslin, född 1887, död ?, var en sydafrikansk politiker. 
Hon var vice borgmästare i Bloemfontein 1949-1950. Hon var medlem i lokalparlamentet i Bloemfontein i tolv år och spelade då en viktig roll i lokalpolitiken. 